# ピッチドロップ実験

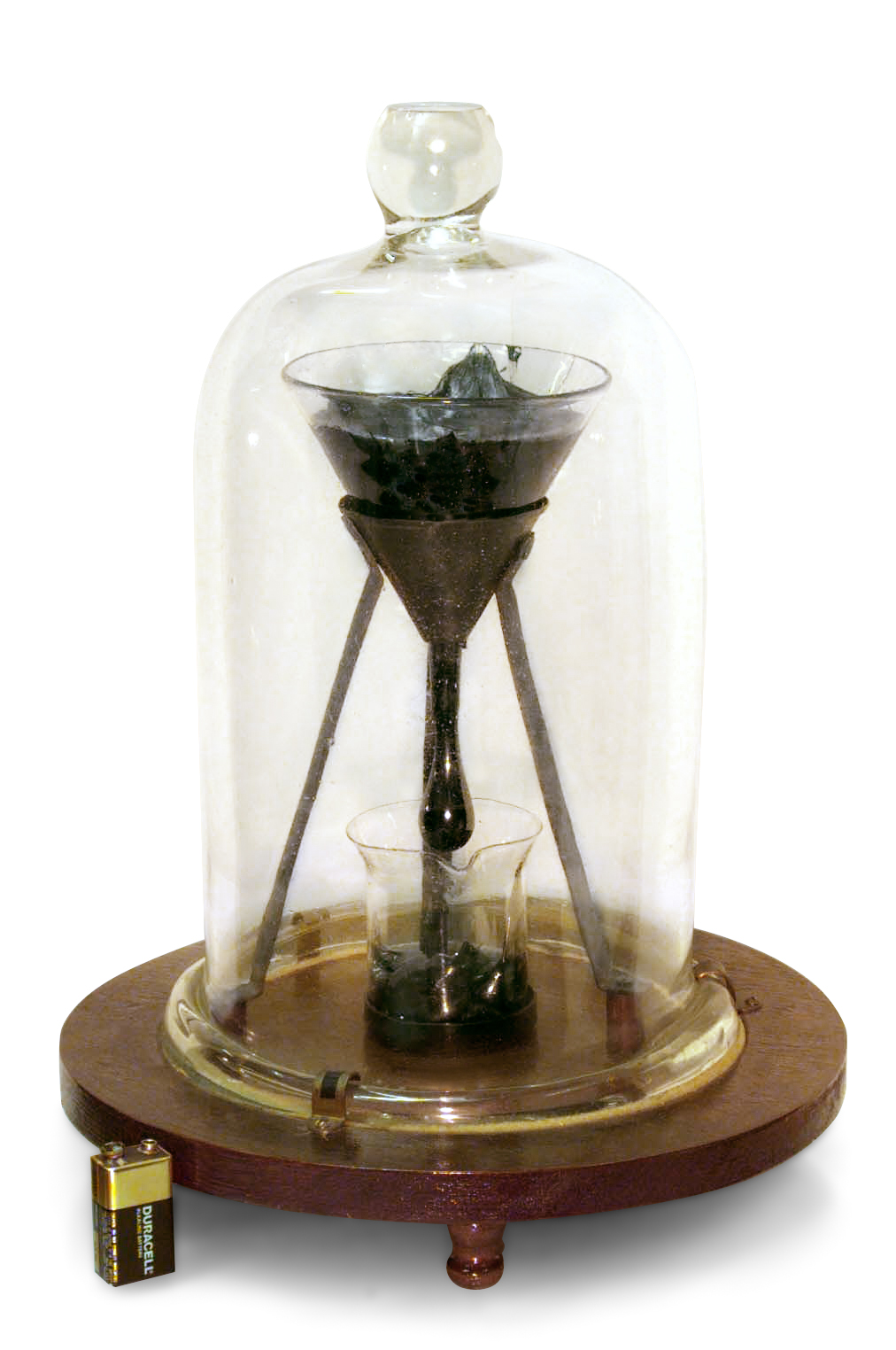
クイーンズランド大学でのピッチドロップ実験。アスファルトの粘性を計測している。

ピッチドロップ実験（ピッチドロップじっけん、英語: Pitch drop experiment）は、ピッチの流れを観察するために非常に長期にわたって行われる実験である。ピッチとは非常に粘性が高くて固体に見えるような物質を指す総称で、たとえばアスファルトなどはピッチの一種である。室温では、ピッチはとてもゆっくり流れて、数年かけて一滴のしずくを形成する。

## クイーンズランド大学での実験

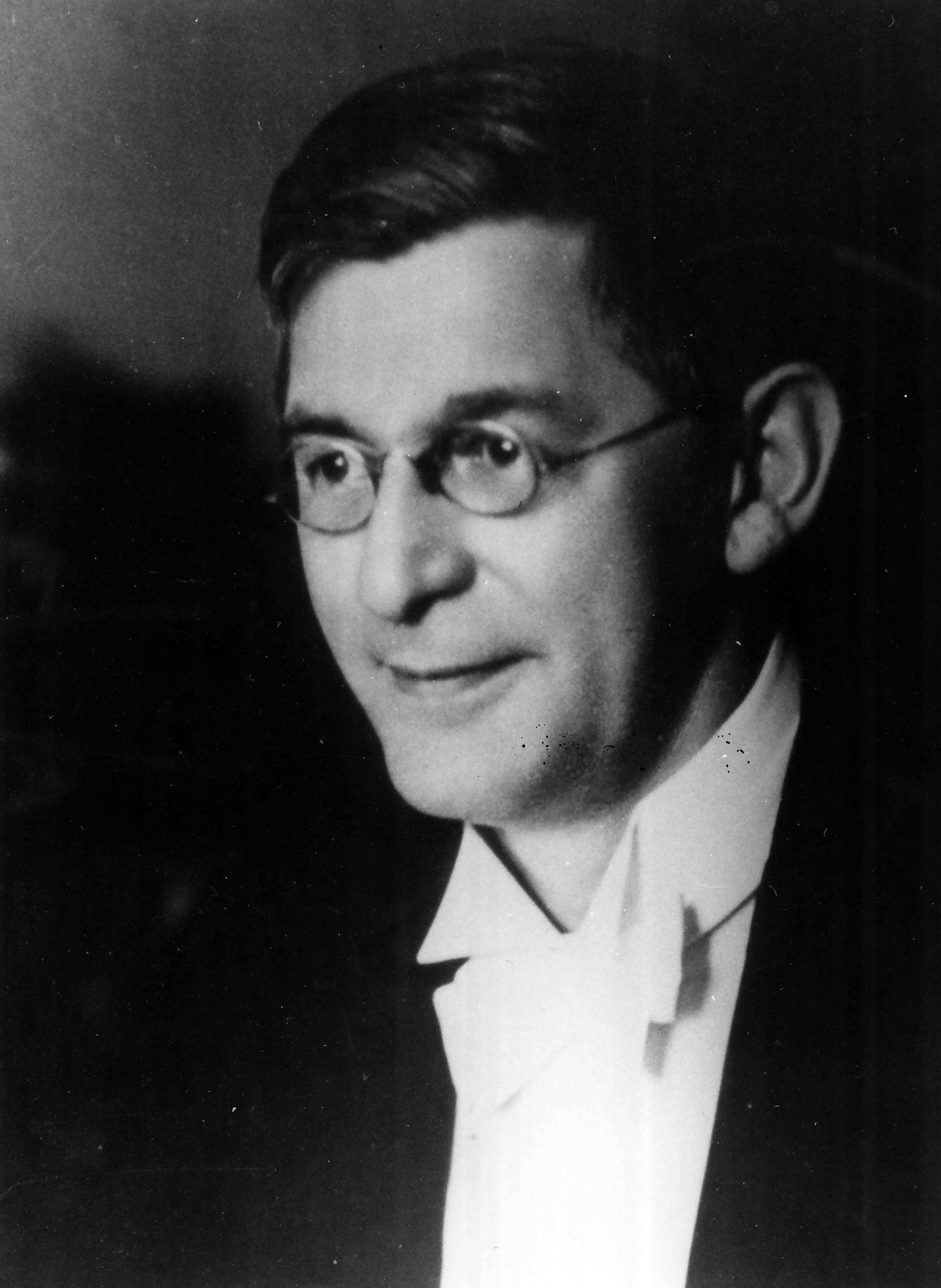
実験を始めたトーマス・パーネル

ピッチドロップ実験で最も有名とされるのは、オーストラリア、ブリスベンのクイーンズランド大学で、トーマス・パーネル教授（1881年 - 1948年）が1927年に始めた実験である。この実験の目的は、固体のように見える物質が実は非常に粘性の高い流体であることを学生に教えることであった。実験では、熱したピッチを漏斗に注いで落ち着くまで3年間待ったあと、1930年に漏斗の下部を切ってピッチが流れ出ることができるようにした。その後大きな1滴のしずくが形成されて落下するまでおよそ10年かかった。

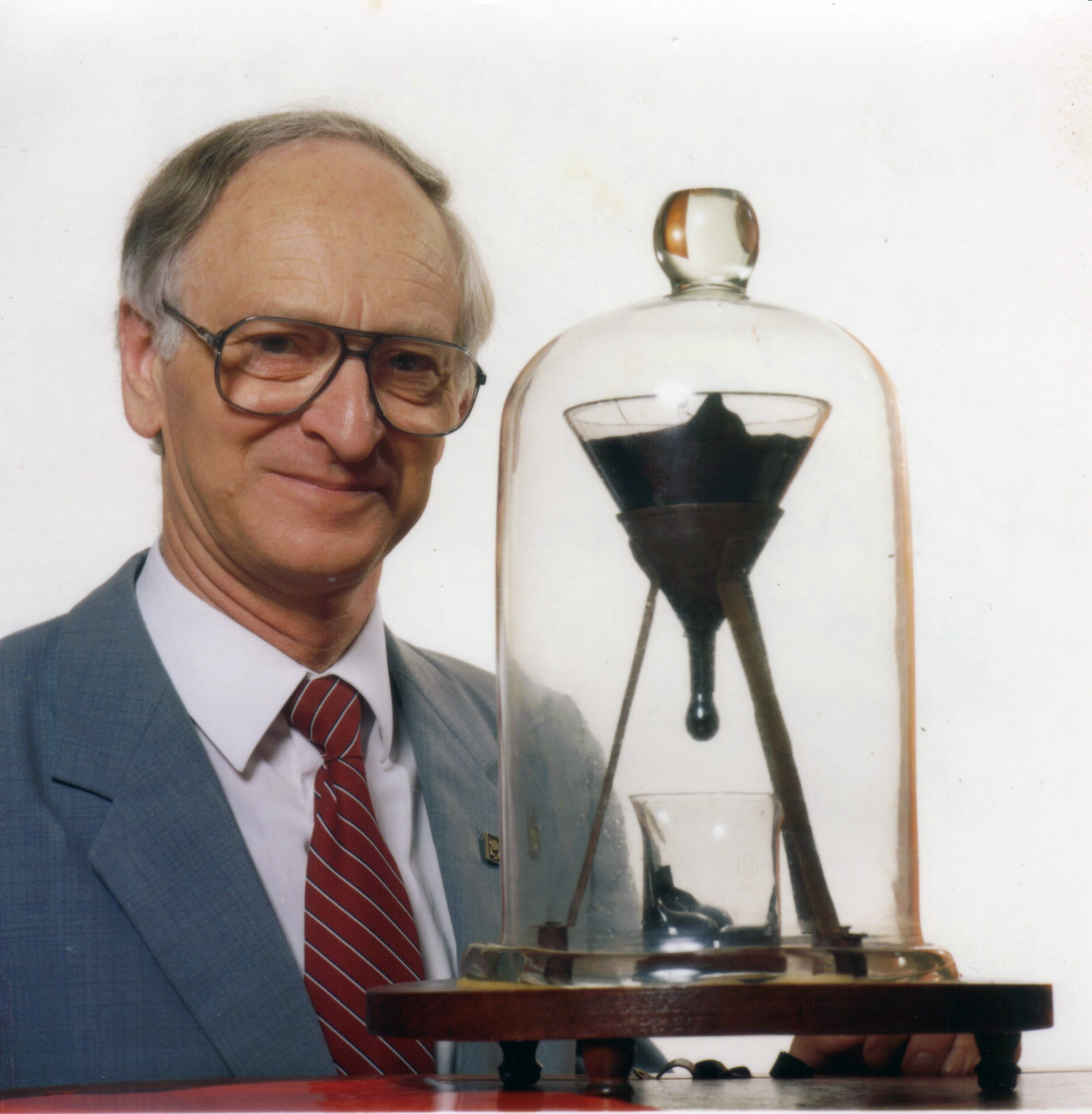
2007年5月25日時点のピッチドロップの実験装置と、当時の管理者ジョン・メインストーン教授。彼が実験を管理するようになったのは7滴目が落下した2年後の1990年、8滴目が落ちたのはその10年後

最近では2000年11月28日に8滴目のしずくが落下している。ここから計算されたピッチの粘性は水のおよそ2300億倍の2.3×108 Pa·s（パスカル秒）である。9滴目は2012年か2013年に落下すると予想されていたが、実際にはさらに時間がかかり、2014年4月17日に大学から「9滴目と8滴目との衝突」が発表され、2014年内に完全に落下すると予想されていた。2014年4月24日に、クイーンズランド大学はしずくを受け止めるビーカーの空きが狭くなってきたことから、今後も実験を継続するためにビーカーの交換を実施した。しかしこの作業中に木製の台がぐらつき、9滴目のしずくがちぎれて落下してしまった。クイーンズランド大学は、『実験は刺激的な新時代へ突入した』と発表した。また実験の様子を中継するサイトのロゴもしずくが折れた画像に変更された。
この実験はギネスブックに認定された最も長期に渡るラボ実験である。漏斗に残っているピッチの量からすると、あと100年は実験を続けることができると考えられている。この実験より前に作られてまだ動き続けている科学装置としては、オックスフォード電鈴（1840）とビバリー時計（1864）がある。
この実験が始まったときは実験装置の温度は管理されておらず、気温が変化するにつれて粘性も変化するという状態であった。7滴目のしずくが落下した1988年秋以降のあたりで、実験装置のある場所に空調が導入された。温度が安定した結果、漏斗から落下するより前にしずくが下に向かって伸びる長さが以前より長くなっている。
2005年10月には、メインストーン（1935年 - 2013年）とパーネルはピッチドロップ実験の功績により（ノーベル賞のパロディの）イグノーベル賞を受賞している。
意図せず起きた9滴目の落下を除いて、現在に至るまでしずくが自然落下する過程を目撃した者はいない。装置にはビデオカメラが設置されているものの、2000年の落下は技術的問題により記録に失敗した。ピッチドロップ実験は、クイーンズランド大学のSt Luciaキャンパス、School of Mathematics and PhysicsのParnell Buildingの2階に展示されていてそこで見ることができる。

### 年表
| 日             | 出来事                | 期間 （月） | 期間 （年） |
| -------------- | --------------------- | ----------- | ----------- |
| 1927年         | 実験開始              |             |             |
| 1930年         | 漏斗の下が切られる    |             |             |
| 1938年12月     | 1滴目が落下           | 96–107      | 8.0–8.9     |
| 1947年2月      | 2滴目が落下           | 99          | 8.3         |
| 1954年4月      | 3滴目が落下           | 86          | 7.2         |
| 1962年5月      | 4滴目が落下           | 97          | 8.1         |
| 1970年8月      | 5滴目が落下           | 99          | 8.3         |
| 1979年4月      | 6滴目が落下           | 104         | 8.7         |
| 1988年7月      | 7滴目が落下           | 111         | 9.3         |
| 2000年11月28日 | 8滴目が落下           | 148         | 12.3        |
| 2014年4月24日  | 9滴目が落下(ちぎれる) | 161         | 13.4        |

## ダブリン大学トリニティカレッジでの実験
アイルランド、ダブリンのダブリン大学トリニティカレッジで1944年10月に開始された同様の実験で、2013年7月11日に初めて落下の様子が撮影された。